# بیانیه سعدآباد
در ۲۹ مهر ۱۳۸۲ برابر با ۲۱ اکتبر ۲۰۰۳، در نشست مشترک وزرای خارجه سه کشور اروپایی و هیئت ایرانی که در تهران، سعدآباد، برگزار شد، بیانیه‌ای اعلام گردید که به موجب آن، ایران برای بازدید بازرسان آژانس انرژی اتمی از تأسیسات اتمی خود اعلام همکاری کرد و گازدهی در سانتریفیوژهای نظنر را در راستای راستی‌آزمایی و اثبات صلح‌آمیز بودن فعالیت هسته‌ای ایران، به صورت داوطلبانه و برای مدت محدود تعلیق کرد. انگلیس و فرانسه نیز متعهد شدند تا از ارجاع پرونده ایران به شورای امنیت سازمان ملل جلوگیری کنند. در این مذاکرات ریاست هیئت ایرانی را حسن روحانی و کمال خرازی بر عهده داشتند. ریاست هیئت اروپایی را هم دومینیک دو ویلپن، جک استراو و یوشکا فیشر وزیران خارجه سه کشور فرانسه، بریتانیا و آلمان بر عهده داشتند.

## متن کامل بیانیه سعدآباد
۱ـ بر مبنای دعوت دولت جمهوری اسلامی ایران وزیران امور خارجه انگلیس، فرانسه و آلمان در تاریخ ۲۱ اکتبر ۲۰۰۳ به ایران سفر نمودند. مقامهای ایرانی و وزرا بعد از مشورتهای زیاد، دربارهٔ اقداماتی برای حل و فصل همه مسائل باقی‌مانده آژانس بین‌المللی انرژی اتمی در خصوص برنامه هسته‌ای ایران و ارتقای اعتماد برای همکاری‌های صلح‌آمیز در زمینه هسته‌ای ایران توافق نمودند.
۲ـ مقامهای ایران مجدداً تأیید نمودند که سلاح هسته‌ای در دکترین دفاعی ایران جایی ندارد و برنامه و فعالیت‌های هسته‌ای ایران صرفاً در زمینه صلح‌آمیز بوده‌است. آن‌ها تعهد ایران به رژیم عدم اشاعه هسته‌ای را تکرار نموده و وزرا را مطلع ساختند که:
الف) دولت ایران تصمیم گرفته‌است که با آژانس بین‌المللی انرژی اتمی همکاری کامل نماید تا به الزامات و پرسشهای باقی‌مانده آژانس، به صورت شفاف بپردازد و آن‌ها را حل و فصل نموده و هرگونه قصور احتمالی را در چارچوب آژانس روشن نموده و اصلاح کند.
ب) برای ارتقای اعتماد و با نظر به رفع همه موانع برای همکاری در عرصه هسته‌ای:
اول) دولت ایران با دریافت توضیحات ضروری تصمیم گرفته‌است که پروتکل الحاقی را امضاء و فرایند تصویب را آغاز کند. دولت ایران تا پیش از تصویب پروتکل، به عنوان تأییدی بر حسن نیت خود، به همکاری با آژانس مطابق با این پروتکل ادامه خواهد داد.
دوم) دولت ایران درحالی که درچارچوب نظام عدم گسترش حق دارد انرژی هسته‌ای را برای اهداف صلح‌آمیز توسعه دهد، داوطلبانه تصمیم گرفته‌است که همه فعالیت‌های غنی‌سازی اورانیوم و بازفراوری را به صورتی که آژانس تعریف می‌نماید، تعلیق نماید.
۳) وزیران خارجه انگلستان، فرانسه و آلمان از تصمیمات دولت ایران استقبال کردند و موارد زیر را به آگاهی مقامات ایران رساندند:
الف) دولتهای متبوع آن‌ها حق ایران را برای استفاده صلح‌آمیز از انرژی هسته‌ای برابر با پیمان عدم گسترش سلاح هسته‌ای «ان پی تی» شناسایی می‌کنند.
ب) بنابرنظر آن‌ها پروتکل الحاقی به هیچوجه قصد مخدوش کردن حاکمیت، وقارملی یا امنیت ملی کشورهای عضو را ندارد.
پ) بنابرنظر آن‌ها اجرای کامل تصمیمات ایران که توسط مدیر کل آژانس بین‌المللی انرژی اتمی به تأیید برسد، باید موجب شود که شورای حکام وضعیت کنونی را حل و فصل نماید.
ت) سه دولت معتقدند که این امر موجب خواهد شد که راه برای گفتگو بر مبنای همکاری‌های درازمدت باز شود و از این طریق به کلیه طرفهای مورد نظر دربارهٔ برنامه تولید انرژی هسته‌ای ایران اطمینان رضایت بخشی داده خواهد شد. به محض اینکه نگرانی‌های بین‌المللی، ازجمله نگرانی‌های سه کشور کاملاً برطرف شود، ایران می‌تواند انتظار داشته باشد که به‌طور آسان تری به فناوری مدرن و اقلام دیگری در حوزه‌های مختلف دست یابد.
ث) آن‌ها با ایران برای ارتقای امنیت و ثبات در منطقه از جمله ایجاد منطقه عاری از سلاح کشتار جمعی در خاورمیانه مطابق با اهداف سازمان ملل متحد، همکاری خواهند نمود.